# Округ Јунион (Флорида)
Јунион (енгл. Union County) је округ у америчкој савезној држави Флорида. По попису из 2010. године број становника је 15.535.

## Демографија
Према попису становништва из 2010. у округу је живело 15.535 становника, што је 2.093 (15,6%) становника више него 2000. године.
| Група             | 2000.         | 2010.          |
| Белци             | 9.659 (71,9%) | 11.123 (71,6%) |
| Афроамериканци    | 3.070 (22,8%) | 3.449 (22,2%)  |
| Азијати           | 42 (0,3%)     | 34 (0,2%)      |
| Хиспаноамериканци | 477 (3,5%)    | 743 (4,8%)     |
| Укупно            | 13.442        | 15.535         |